# Michael Casey
Michael Casey OCSO (* 1942 in Australien) ist ein australischer Trappist und Autor zur monastischen Spiritualität der Regula Benedicti.

## Leben
Casey verspürte bereits im jugendlichen Alter von 15 Jahren eine priesterliche Berufung. Über seine Mutter, die regelmäßig Messstipendien stiftete und dadurch eine Klostergründung der Trappisten in Australien unterstützte, kam Casey 1957 erstmals in Kontakt zu den Trappisten, als die Wohltäterfamilie zur Kirchweihe der Neugründung eingeladen wurde. Von der Liturgie und den klösterlichen Zeremonien beeindruckt, beschloss Casey, nach dem Abitur und trotz eines zusagten Stipendiums für eine volle Universitätsausbildung in die australische Abtei Tarrawarra einzutreten.
Im Rahmen seiner klösterlichen Ausbildung wurde Casey Zeuge und Protagonist jener Veränderungen des monastischen Ordenslebens, welche das Zweite Vatikanische Konzil im Dekret Perfectae caritatis anstieß. Rückblickend äußerte Casey in einem Interview sein Bedauern über die falsche Erwartungshaltung und die fehlenden Früchte der postkonziliären Spiritualität. Nach seiner Grundausbildung in der Theologischen Hauslehranstalt seiner Abtei, studierte Casey an der belgischen Katholischen Universität Löwen, wo er internationale Bekanntschaften schloss und andere klösterliche Spiritualitäten kennen lernte. Während seines Studienaufenthalts in Löwen wohnte Casey im Kloster irischer Franziskaner. Nach Australien zurückgekehrt, wirkte er in Tarrawarra als Koch und Schneider und arbeitete parallel dazu an seiner Dissertation an der University of Divinity in Melbourne, die er 1979 abschloss. Seine Dissertation trug den Titel Anima sitiens Deum, desire for God in the Sermones super Cantica Canticorum of Bernard of Clairvaux und beleuchtete die Predigten Bernhard von Clairvaux zum Hohen Lied.
Die Schwerpunkte in Caseys Forschung und Publikationen liegen in der Benediktsregel und ihrer monastischen Spiritualität.
2022 verlieh ihm das Päpstliche Atheneum Sant’Anselmo die Ehrendoktorwürde in Theologie.

## Veröffentlichungen (in Auswahl)
- Fremd in der Stadt, Glaube und Werte in der Regel des heiligen Benedikt. EOS, Sankt Ottilien 2007, ISBN 978-3-8306-7285-2.
- Der Weg zum ewigen Leben, Gedanken zum Prolog der Benediktusregel. EOS, Sankt Ottilien 2013, ISBN 978-3-8306-7586-0.
- 74 Werkzeuge für ein gutes Leben, Kapitel 4 der Benediktusregel. EOS, Sankt Ottilien 2015, ISBN 978-3-8306-7725-3.
- Lectio divina, die Kunst der geistlichen Lesung. EOS, Sankt Ottilien 2020, ISBN 978-3-8306-8023-9.